# Battaglia di Con Thien
La battaglia di Con Thien fu una lunga battaglia, tra le più cruente della guerra del Vietnam, che coinvolse numerosi battaglioni americani, tutti appartenenti alla III Marine Amphibious Force del Corpo dei Marines, impegnata nel difficile compito di fermare e schiacciare i tentativi delle forze nordvietnamite di infiltrarsi attraverso la cosiddetta DMZ (zona smilitarizzata) sul confine del 17º parallelo. La battaglia, proseguita con fasi alterne per quasi un anno (tra il marzo 1967 e il febbraio 1968), si concluse, dopo estenuanti combattimenti, numerose costose  e infruttuose operazioni offensive americane e il logorante assedio nordvietnamita della stessa Con Thien, con pesanti perdite per le due parti e con risultati non decisivi.

## Storia

### Contesto strategico
Attraverso la DMZ sul 17º parallelo passava all'inizio del 1967 la cosiddetta " Traccia", inizio della progettata e mai completata Linea McNamara, una serie di avamposti allestiti dagli americani con il preciso scopo di tenere sotto controllo le infiltrazioni comuniste dal Vietnam del nord e di fungere da capisaldi di artiglieria a cui appoggiarsi come perni di manovra per le forze mobili dei Marines.
Con Thien era appunto uno di questi avamposti. Per tutta l'estate del 1967 i marines l'avevano trasformata in un'autentica roccaforte, conducendo continui pattugliamenti sulle alture circostanti, riuscendo spesso a individuare a distanza il nemico senza però ingaggiare scontri a fuoco di rilievo. Il progetto della Linea McNamara, sulla carta sensato e adeguato alla minaccia rappresentata dalle infiltrazioni nemiche, si dimostrò poi concretamente ineseguibile  e irrealistico; inoltre le forze nordvietnamite riuscirono costantemente a penetrare nella zona smilitarizzata oppure aggirarono le postazioni americane infiltrandosi attraverso il confine del Laos o, più a sud, quello della Cambogia, vanificando qualunque utilità degli sbarramenti americano sul 17º parallelo.
Viceversa i capisaldi americani a sud della zona smilitarizzata attirarono proprio i concentramenti nemici (in costante aumento nel 1967) che minacciarono o attaccarono in tempi successivi: il cosiddetto "rockpile" (un'importante postazione d'artiglieria statunitense), Khe Sanh (che sarebbe stata assediata nel gennaio 1968); Dak To, sul confine laotiano, e appunto Con Thien, attaccata nell'estate 1967.
Queste rischiose offensive nordvietnamite sulla linea di confine contro la formidabile potenza di fuoco americana si conclusero costantemente con costosi fallimenti tattici e pesanti perdite (inducendo all'ottimismo il generale Westmoreland, entusiasmato dalla possibilità di impiegare in pieno le sue potenti forze finalmente contro cospicui concentramenti nemici), ma conseguirono importanti risultati anche per il Vietnam del Nord: scossero il morale dei marines statunitensi (a causa della inaspettata intraprendenza nemica), inflissero perdite più elevate agli statunitensi; attrassero le forze principali americane a nord, favorendo in questo modo la sorpresa della successiva offensiva del Têt.

### Offensive americane a sud della zona smilitarizzata
Cosciente del crescente pericolo delle infiltrazioni massicce nordvietnamite da nord, il comando della III Marine Amphibious Force decise all'inizio del 1967 di rafforzare la 1ª Divisione Marines, già presente sulla linea smilitarizzata, con l'afflusso anche di gran parte della 3ª Divisione Marines, prima schierata nella regione di Đà Nẵng. Con queste notevoli forze, il generale Walt (comandante della III MAF) decise di intraprendere alcune grandi operazioni offensive per rastrellare la regione e schiacciare i reparti nordvietnamiti infiltratesi a sud, rafforzando contemporaneamente gli avamposti americani, tra cui l'importante base di Con Thien.
Nella primavera 1967, quindi, i Marines condussero le importanti "battaglie delle colline" intorno a Khe Sanh, che si conclusero dopo duri scontri con la conquista di tutte le alture dominanti intorno alla base americana (posizioni che sarebbero risultate di grande importanza strategica nel gennaio 1968); e le operazioni di "individuazione e distruzione" denominate in codice "Buffalo", "Belt Tight" e, soprattutto, "Hickory" che, sferrata nel maggio 1967, condusse a enormi rastrellamenti, allo sgombero di vasti territori e a duri scontri con il nemico.
L'esercito nordvietnamita, tuttavia, non intimorito da queste operazioni americane, continuò a organizzare le sue forze per un attacco a fondo contro i capisaldi nemici e soprattutto contro la base di Con Thien.

### Assedio a Con Thien

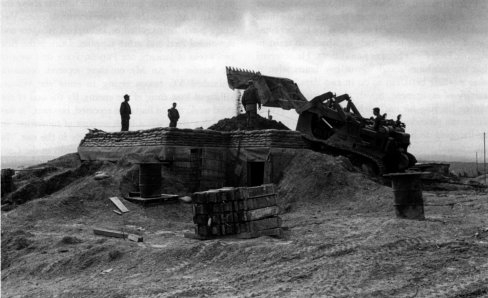
I Marines costruiscono ricoveri protetti per equipaggiamenti e munizioni a Con Thien.

Il 2 luglio due compagnie di marines uscirono dal perimetro di Con Thien per rastrellare un tratto della Linea McNamara, finendo però sotto il tiro dei cecchini. Un'altra compagnia si mosse allora per portare aiuto ai marines, ma incappò in alcune mine anti-uomo e fu costretta a fermarsi. Il tiro dei mortai e dell'artiglieria dispersero i resti delle compagnie A e B e fu necessario richiedere l'intervento dell'aviazione d'appoggio tattico per respingere l'esercito nordvietnamita (NVA nella terminologia americana=North Vietnam Army) che caricava a ondate successive i reparti americani sopravvissuti.
Al calar della sera, fu finalmente possibile rendere sicura l'area grazie anche all'appoggio dei carri armati. Tre nuove compagnie furono portate in volo per dare il cambio a quelle logorate dalla battaglia, mentre decine di feriti si accalcavano davanti ai portelloni degli elicotteri per essere evacuati. Il perimetro della nuova base improvvisata fu infine rinforzato con sacchetti di sabbia, reticolati e postazioni di mitragliatrici pesanti.
Più a sud un'altra compagnia di marines violò la DMZ entrando in contatto con grosse formazioni dell'esercito regolare nord vietnamita. Alla nuova richiesta di attacco aereo il comando del reggimento rispose ordinandole di fare dietrofront: in quel momento tutti i battaglioni americani a est di Con Thien si trovavano presi sotto il fuoco micidiale dei mortai nord vietnamiti. Sporadici attacchi condotti dall'812º reggimento nord vietnamita il 4 e poi il 10 settembre furono bloccati grazie al senso del dovere e allo spirito di sacrificio dei marines, che mantennero il controllo delle posizioni con gravi perdite.
Le condizioni di vita a Con Thien e sulla "Collina degli Angeli" (un'altura occupata dagli americani, che divenne teatro di violenti scontri, tanto da essere soprannominata "il tritacarne") erano arrivate al limite della tollerabilità umana. I piloti del "medevac" (reparti sanitari addetti all'evacuazione dei feriti) avevano grandi difficoltà ad evitare il fuoco della contraerea proveniente dai bunker nord vietnamiti e mostrarono coraggio e abnegazione. 
Per un giorno e mezzo i marines dovettero persino fare a meno dell'acqua, perché i mortai pesanti dell'NVA tenevano sotto tiro le zone d'atterraggio degli elicotteri, impedendogli così di scaricare a terra i rifornimenti. Nel frattempo erano già iniziate le piogge che di lì a poco avrebbero trasformato l'intero campo di battaglia in una palude.   
Una nuova puntata dell'NVA fu respinta il 13 settembre e per 7 giorni consecutivi la base fu tenuta sotto assedio con i razzi. Poi, a poco a poco, la battaglia si esaurì per via del maltempo e dello sfinimento generale, limitandosi a brevi scambi d'artiglieria tra le due parti in lotta. Il periodo più difficile della battaglia era finito, ma gli scontri nell'area di Con Thien, interminabili e snervanti, sarebbero continuati fino al gennaio 1968.
Il paesaggio era stato mutato irreparabilmente dai prolungati bombardamenti. Le poche macchie di vegetazione erano scomparse, al loro posto rimanevano solo parti di tronchi e arbusti sradicati, oltre ai crateri prodotti dall'artiglieria. 
Lo devastazione subita dai corpi fu ancora peggiore e rese assai difficile l'identificazione dei cadaveri.

### Bilancio
A Con Thien gli americani riuscirono a combattere quel tipo di guerra convenzionale che avevano sempre sognato e da cui speravano di uscire facilmente vittoriosi, grazie alla loro schiacciante potenza di fuoco. Ma non si trattò di battaglie caratterizzate da movimenti rapidi; fu piuttosto un sanguinoso duello d'artiglieria, che spesso degenerò in una vera e propria guerra di posizione. Non a caso la sindrome più diffusa tra i reduci di quello scontro fu lo shock da proiettile o "trauma da bombardamento", una grave patologia già riscontrata all'epoca della Grande guerra.
I marines avevano resistito agli attacchi del nemico con grande tenacia, impedendogli di riversarsi in massa nella provincia di Quang Tri, subendo tuttavia gravi perdite e dopo un pesante logoramento fisico e anche morale nel corso dello sfibrante assedio.